# Травневе сонце
Травне́ве со́нце (ісп. Sol de Mayo) — геральдичний символ, що присутній на прапорах і гербах Аргентини й Уругваю.
Травневе сонце символізує інкського бога сонця Інті. Травневим воно називається на честь Травневої революції, яка відбулася 18—15 травня 1810 року і дала початок процесу здобуття незалежності від Іспанії низки країн, які на той час входили до складу Віцекоролівства Ріо-де-Ла-Плата. Травневе сонце схоже на сонце, яке традиційно використовується в європейській геральдиці. Воно зображується з людським обличчям і має зазвичай два види променів: прямі, що символізують світло, і хвилясті, що позначають тепло.
Травневе сонце, яке зображене прапорі Аргентини, золотавого кольору і має шістнадцять прямих променів і шістнадцять хвилястих, які виходять з сонця з людським обличчям. Травневе ж сонце, яке використовується на прапорі Уругваю, налічує вісім прямих променів і вісім хвилястих.

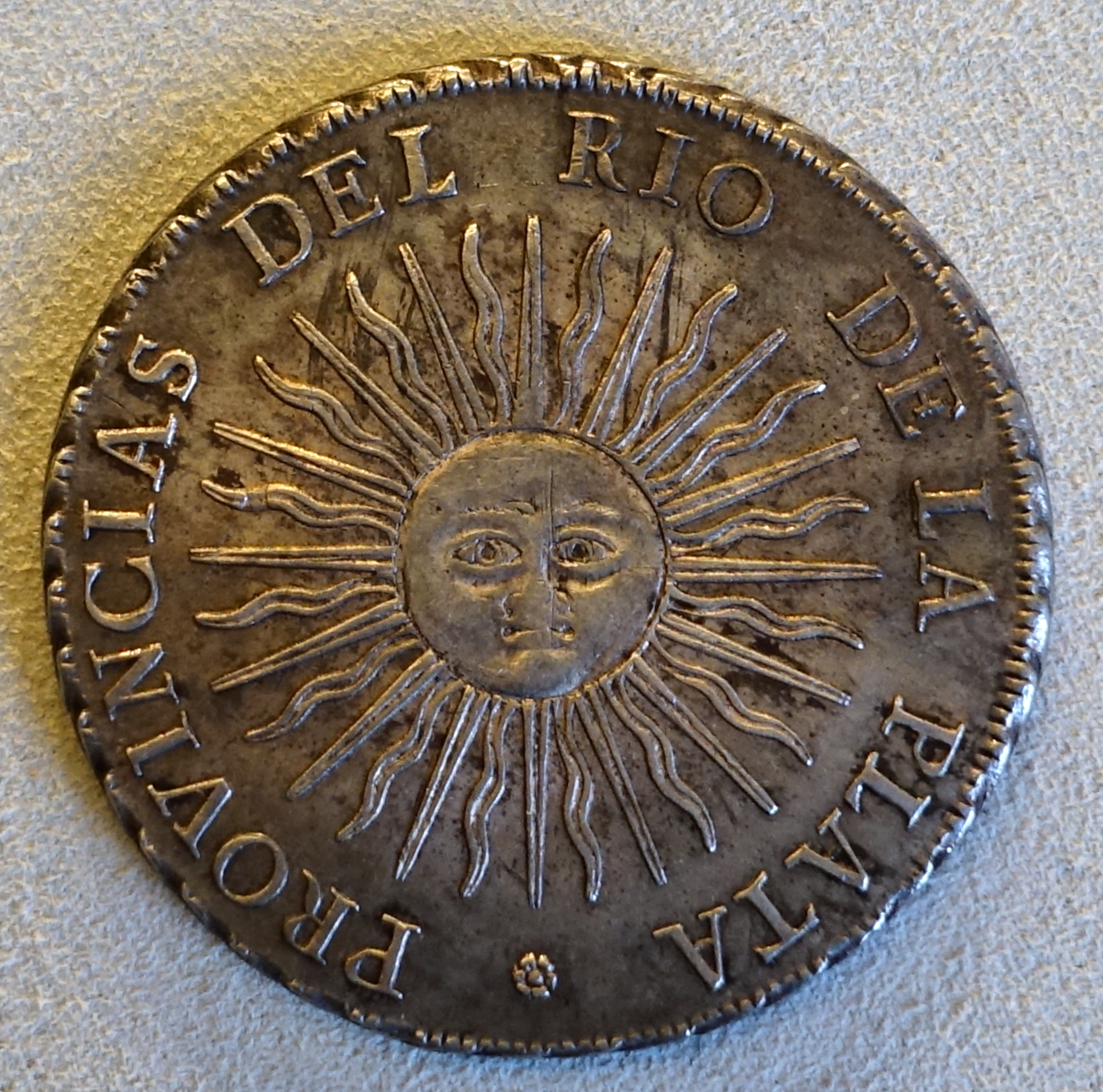
Аргентинський реал 1813 року з травневим сонцем на реверсі
Травневе сонце на прапорі Аргентини
Травневе сонце на прапорі Перу 1822 року
Травневе сонце на прапорі Уругваю 1828 року
Травневе сонце на прапорі Уругваю 1830 року (сучасному)
Травневе сонце на гербі Східного Перу

## Прапори
Травневе сонце широко використовувалося на прапорах держав, партій і адміністративно-територіальних одиниць низки південноамериканських країн.

### Сучасні

Прапор Аргентини
Прапор Уругваю
Аргентинський президентський штандарт

### Історичні

Прапор Перу 1820 року
Прапор Перу 1821 року
Прапор Перу 1822 року
Прапор Перуано-болівійської конфедерації
Прапор Республіки Східне Перу
Прапор Перу 1821 року
Прапор Аргентинської конфедерації
Прапор Уругваю 1828 року
Прапор Уругваю 1830 року

### Прапори адміністративних одиниць

Прапор аргентинської провінції Катамарка
Прапор аргентинської провінції Чако
Прапор аргентинської провінції Кордова
Прапор уругвайського департаменту Сан-Хосе

## Герби

Герб Аргентинської республіки
Герб Східної Республіки Уругвай